# Pomnik Bartosza Głowackiego w Tarnobrzegu
Pomnik Bartosza Głowackiego w Tarnobrzegu – tarnobrzeski pomnik znajduje się na placu Bartosza Głowackiego w najstarszej, centralnej części miasta. Został wzniesiony z fundacji społeczeństwa dla uczczenia 110. rocznicy insurekcji kościuszkowskiej. Pomnik stał się symbolem miasta, a Bartosz Głowacki stał się miejskim bohaterem, mimo że z Tarnobrzegiem nie miał nic wspólnego.

## Historia
Jesienią 1898 roku w tarnobrzeskiej Czytelni Mieszczańskiej powstał pomysł uczczenia początku XX wieku inicjatywą związaną z historią chłopów polskich. Zdecydowano się na budowę pomnika Bartosza Głowackiego na rynku w Tarnobrzegu. Komitet Budowy Pomnika Bartosza Głowackiego powołał Walerian Wryk w 1901. Wspierali go m.in. Wojciech Wiącek, wydawca „Głosu Ziemi Sandomierskiej” czy Jan Słomka. Na czele komitetu stanął tarnobrzeski adwokat Antoni Surowiecki. W demokratycznym głosowaniu wybrano koncepcję pomnika, a jego wykonanie powierzono krakowskiemu rzeźbiarzowi Michałowi Korpalowi.
Uroczyste odsłonięcie pomnika (9 września 1904) stało się wielką patriotyczną manifestacją, w przeddzień której miała miejsce uroczystość koronowania obrazu Matki Bożej Dzikowskiej. Liczbę biorących udział w uroczystościach odsłonięcia pomnika szacuje się nawet na ok. 100 tys. ludzi pochodzących z różnych części znajdującej się pod zaborami Polski. W uroczystym odsłonięciu pomnika brali udział m.in. biskup Józef Pelczar, hrabia Stanisław Badeni, hrabiowie Zdzisław i Stanisław Tarnowscy, Zbigniew Horodyński, Jakub Bojko, Jan Stapiński, Franciszek Krempa, Wojciech Wiącek czy Jan Słomka. Częścią programu uroczystości była plenerowa inscenizacja bitwy racławickiej i wystawy.
6 października 1918 roku pod pomnikiem odbył się wiec, który był zaczątkiem powstania Republiki Tarnobrzeskiej. Wiec organizowany był przez działaczy lokalnego ruchu ludowego i odbył się w kontrze do mającej miejsce tego samego dnia manifestacji organizowanej przez Powiatowy Komitet Samoobrony. Pomnik w czasie istnienia Republiki stał się miejscem zebrań wieców, będących stosującą metody demokracji bezpośredniej swoistą legislatywą Republiki.
W 2003 władze Tarnobrzega przeznaczył 20 tysięcy złotych na renowację pomnika.
Obiekt często padał ofiarą dewastacji. W listopadzie 2002 wandale zdemolowali pomnik, odrywając pół koła od stojącej na postumencie armaty. 15 grudnia 2006 porąbano siekierą orła zdobiącego cokół.

## Wygląd
Pomnik wykonano z piaskowca, przedstawia Bartosza Głowackiego (bohatera bitwy pod Racławicami z czasów powstania kościuszkowskiego) opartego o zdobytą armatę, z kosą wzniesioną w geście zwycięstwa. Monument znajduje się na graniastym cokole. Na froncie pomnika znajduje się orzeł z rozwiniętymi skrzydłami, bez korony, w pozycji naśladującej rwanie się do lotu. Na frontowej ścianie pomnika znajduje się napis „Bartoszowi Głowackiemu – Naród polski. Staraniem ludu powiatu tarnobrzeskiego”.

## Galeria

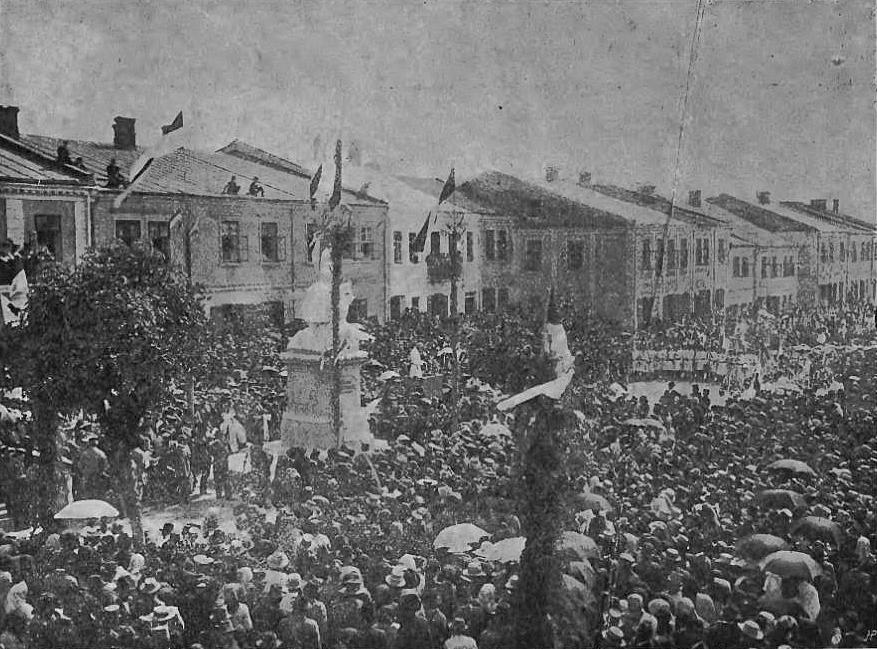
Odsłonięcie pomnika
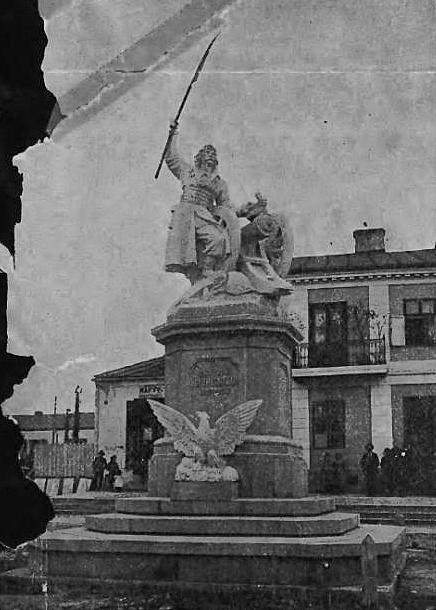
Pomnik w 1904 roku
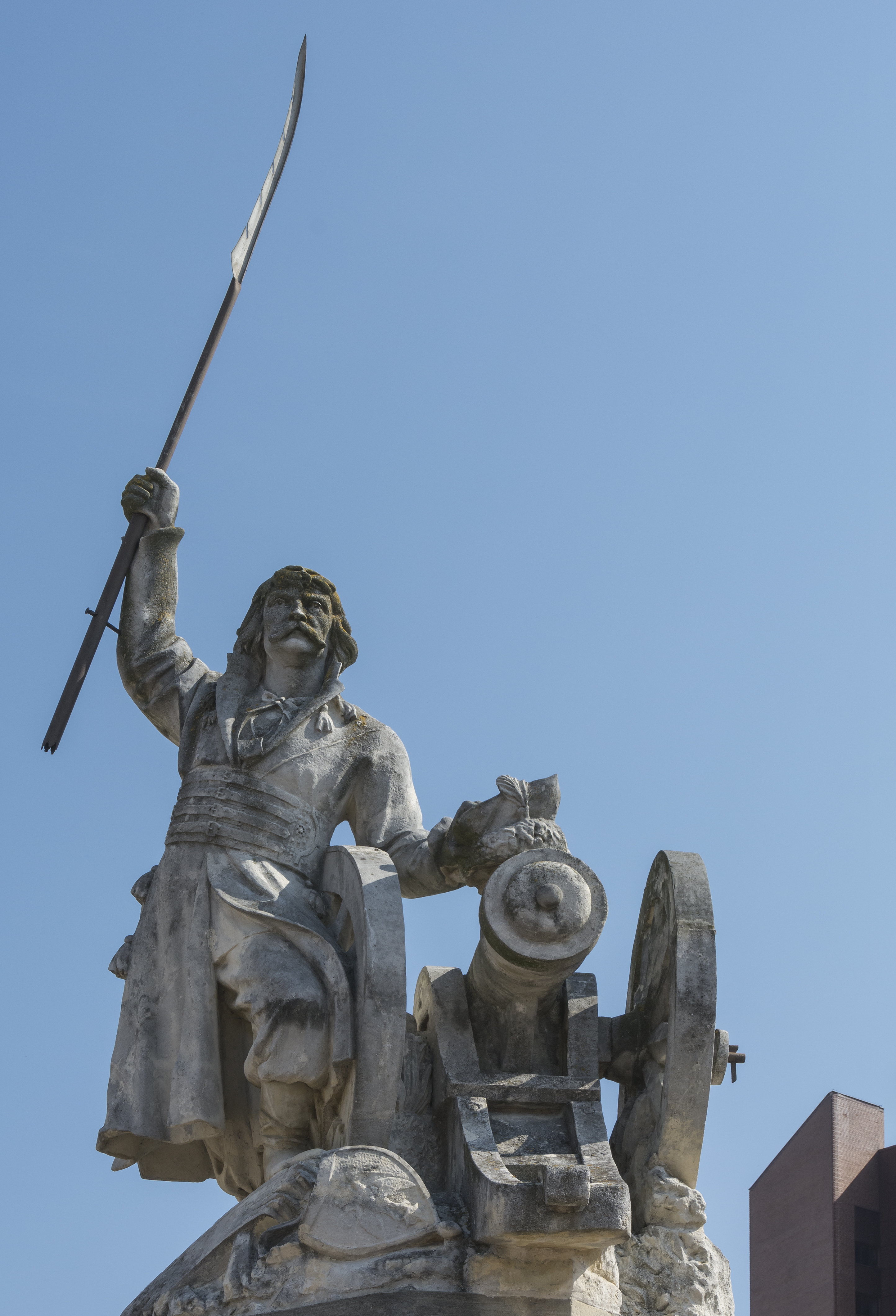
Bartosz Głowacki na pomniku (2014)
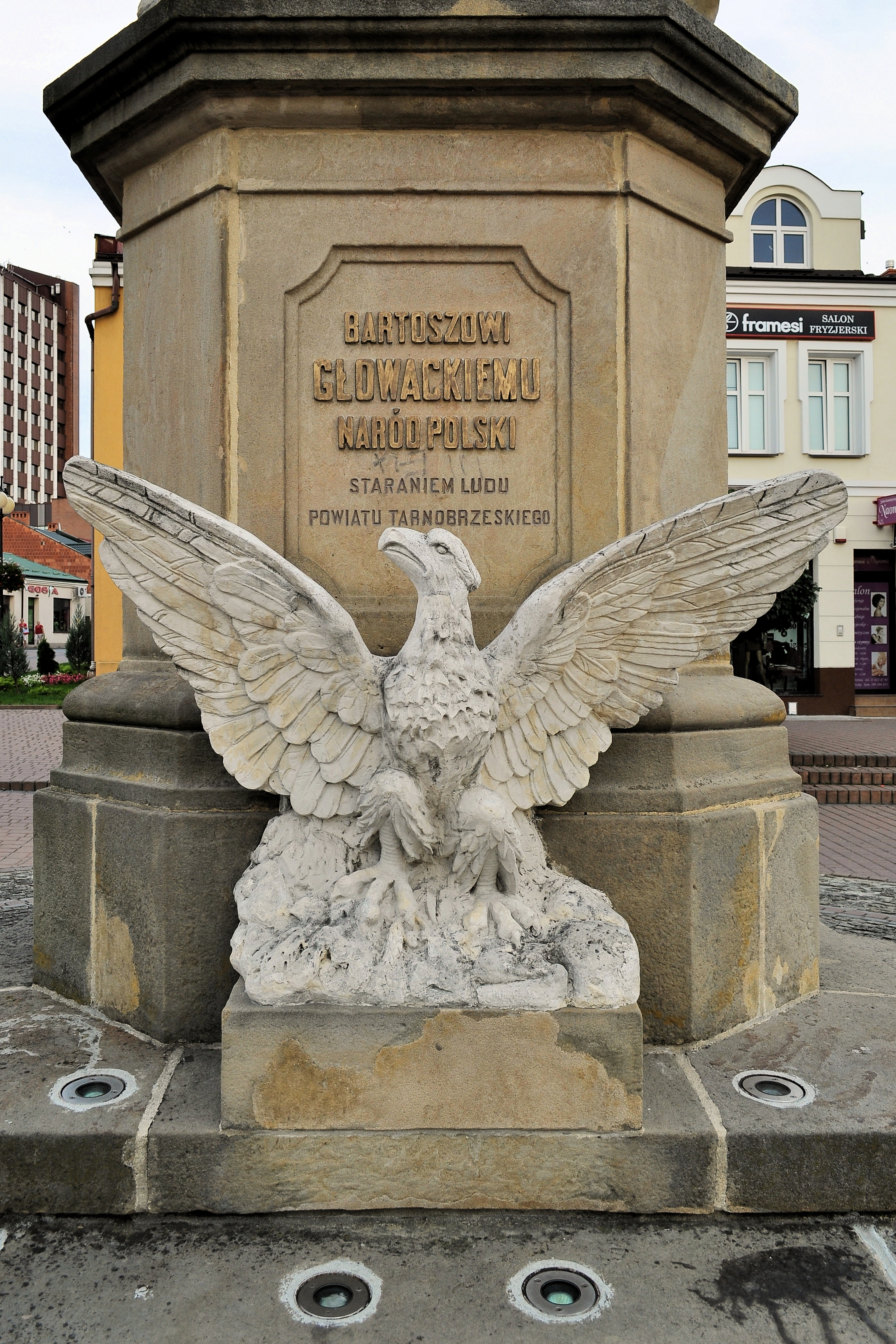
Piedestał pomnika (2014)
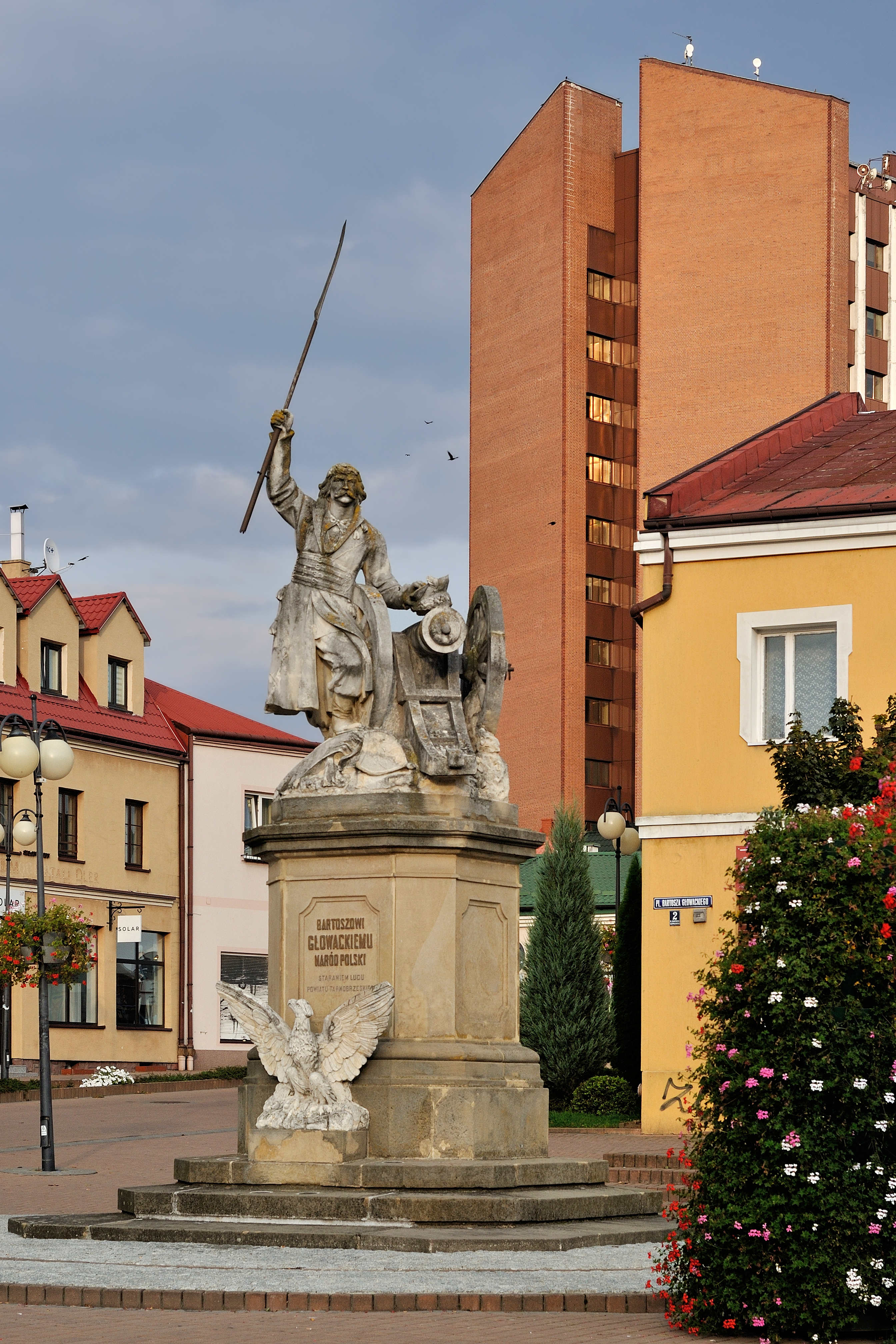
Pomnik w 2017 roku